# 지포스 3 시리즈

지포스 3Ti 200을 사용한 그래픽카드

지포스 3 시리즈(코드명 NV20)는 엔비디아의 지포스 계열 그래픽 처리 장치(GPU)의 3세대 제품이다. 2001년 2월에 출시되었으며 프로그래밍 가능한 픽셀 및 정점 셰이더, 멀티샘플 안티에일리어싱을 추가하고 렌더링 프로세스의 전반적인 효율성을 향상시켜 지포스 아키텍처를 발전시켰다.
지포스 3는 2001년 맥월드 컨퍼런스 & 엑스포/도쿄 2001에서 마쿠하리 멧세에서 공개되었으며, 픽사의 주니어 램프 및 이드 소프트웨어의 둠 3의 실시간 데모를 구동했다. 애플은 나중에 새로운 컴퓨터 라인에 대한 출시 권한을 발표했다.
지포스 3 제품군에는 지포스 3, 지포스 3 Ti200, 지포스 3 Ti500의 3가지 소비자 모델이 포함된다. 컴퓨터 지원 설계에 맞춤화된 기능 세트를 갖춘 별도의 전문가 버전은 쿼드로 DCC로 판매되었다. 지포스 3의 파생 모델인 NV2A는 마이크로소프트 엑스박스 게임 콘솔에 사용된다.

## 아키텍처

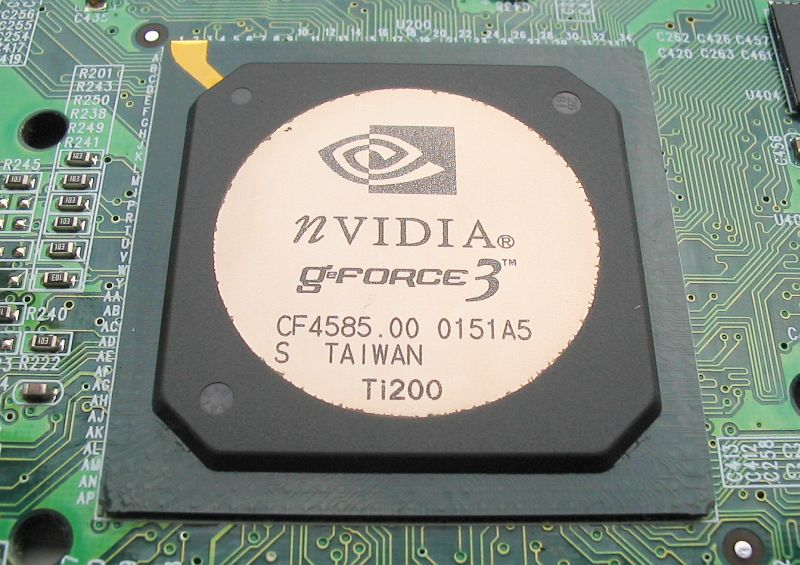
GeForce3 Ti 200 GPU

지포스 3는 엔비디아가 3dfx의 자산을 인수한 지 3개월 후에 출시되었다. 이 제품은 nFinite FX 엔진으로 판매되었으며, 최초의 Direct3D 8.0 호환 3D 카드였다. 프로그래밍 가능한 셰이더 아키텍처를 통해 애플리케이션은 마이크로소프트 셰이더 언어 1.1에서 사용자 정의 시각 효과 프로그램을 실행할 수 있었다. 단일 정점 셰이더가 아직 충분히 빠르지 않았기 때문에, Direct3D 7.0 애플리케이션에 사용하기 위해 지포스 2의 고정 기능 T&L 하드웨어가 여전히 칩에 포함되어 있었을 것으로 추정된다. 순수한 픽셀 및 텍셀 처리량 측면에서 지포스 3는 클록당 두 개의 텍스처를 샘플링할 수 있는 4개의 픽셀 파이프라인을 가지고 있다. 이는 느린 지포스 2 MX 라인을 제외하고 지포스 2와 동일한 구성이다.
사용 가능한 메모리 성능을 더 잘 활용하기 위해 지포스 3는 Lightspeed Memory Architecture (LMA)라는 메모리 서브시스템을 갖추고 있다. 이것은 오버드로우를 줄이고, Z-버퍼 (깊이 버퍼)를 압축하여 메모리 대역폭을 절약하며, DRAM과의 상호 작용을 더 잘 관리하는 여러 메커니즘으로 구성된다.
다른 아키텍처 변경 사항으로는 EMBM 지원 (1999년 매트록스에서 처음 도입)과 안티에일리어싱 기능 향상이 포함된다. 이전 지포스 칩은 이미지를 내부적으로 큰 크기로 렌더링한 다음 최종 출력 해상도로 축소하는 까다로운 프로세스인 슈퍼샘플링 안티에일리어싱 (SSAA)만 수행할 수 있었다. 지포스 3는 멀티샘플링 안티에일리어싱 (MSAA) 및 퀸컹스 안티에일리어싱 방법을 추가했으며, 둘 다 품질을 희생하면서 슈퍼샘플링 안티에일리어싱보다 훨씬 더 나은 성능을 보인다. 멀티샘플링을 사용하면 렌더 출력 유닛은 Z-버퍼와 스텐실 버퍼만 슈퍼샘플링하고, 해당 정보를 사용하여 픽셀이 하나 이상의 다각형 개체를 덮는지 여부를 결정하는 데 필요한 더 큰 기하학적 세부 정보를 얻는다. 이는 동일한 개체가 픽셀 내의 모든 서브픽셀을 덮는 픽셀에 대해 픽셀/프래그먼트 셰이더가 여러 프래그먼트를 렌더링해야 하는 것을 방지한다. 이 방법은 투명도가 변하는 텍스처 맵(예: 사슬 울타리를 나타내는 텍스처 맵)에는 실패한다. 퀸컹스 안티에일리어싱은 렌더링된 이미지를 반 픽셀 위로, 반 픽셀 왼쪽으로 이동시켜 서브픽셀을 생성한 다음 대각선 교차 패턴으로 평균을 내어 들쭉날쭉한 모서리와 일부 전반적인 이미지 세부 정보를 모두 파괴하는 블러 필터이다. 마지막으로 지포스 3의 텍스처 샘플링 유닛은 이전 지포스 2의 2-탭 제한과 비교하여 8-탭 비등방성 필터링을 지원하도록 업그레이드되었다. 8-탭 비등방성 필터링을 활성화하면 멀리 있는 텍스처가 훨씬 선명해질 수 있다.
NV2A로 알려진 지포스 3의 파생 제품은 마이크로소프트 엑스박스 게임 콘솔에 사용된다. 이 제품은 원래 지포스 3와 동일한 클록 속도를 가지지만 추가적인 정점 셰이더를 특징으로 한다.

## 성능
지포스 3 GPU(NV20)는 지포스 2(NV15)와 동일한 이론적 픽셀 및 텍셀 처리량을 클록당 가진다. 지포스 2 울트라는 원래 지포스 3보다 25% 빠르고 Ti200보다 43% 빠르다. 이는 Direct3D 7 T&L 벤치마크와 같은 특정 경우에 지포스 2 울트라, 심지어 GTS도 지포스 3 및 Ti200보다 뛰어난 성능을 보일 수 있음을 의미한다. 이는 최신 GPU가 동일한 고정 기능 T&L 유닛을 사용하지만 클록 속도가 낮기 때문이다. 지포스 2 울트라는 또한 지포스 3 Ti500만이 필적할 만한 상당한 원시 메모리 대역폭을 가지고 있다. 그러나 안티에일리어싱 성능을 비교할 때 지포스 3는 MSAA 지원 및 메모리 대역폭/필레이트 관리 효율성으로 인해 분명히 우수하다.
셰이딩 기능을 라데온 8500과 비교했을 때, 리뷰어들은 ATi 카드의 우수한 정밀도에 주목했다.

## 제품 포지셔닝
엔비디아는 2001년 10월 지포스 3 Ti200과 Ti500을 출시하며 라인업을 새롭게 개편했다. 이는 ATI의 라데온 7500과 라데온 8500 출시와 맞물렸다. Ti500은 원래 지포스 3(200MHz 코어/230MHz RAM)보다 코어 및 메모리 클록이 더 높으며(240MHz 코어/250MHz RAM), 일반적으로 성능 면에서 라데온 8500과 일치한다. Ti200은 클록 속도가 낮아(175MHz/200MHz) 가장 저렴한 지포스 3 출시 제품이지만, 듀얼 모니터 구현은 부족하더라도 속도와 기능 면에서 라데온 7500을 여전히 능가한다.
원래의 지포스3 및 Ti500은 64MiB 구성으로만 출시되었고, Ti200은 128MiB 버전으로도 출시되었다.
2002년 4월에 출시된 지포스 4 Ti(NV25)는 지포스 3 아키텍처의 개정판이었다. 지포스 4 Ti는 지포스 3와 매우 유사했다. 주요 차이점은 더 높은 코어 및 메모리 속도, 개선된 메모리 컨트롤러, 향상된 정점 및 픽셀 셰이더, 하드웨어 안티에일리어싱 및 DVD 재생이었다. 적절한 듀얼 모니터 지원도 지포스 2 MX에서 가져왔다. 지포스 4 Ti 4600이 새로운 주력 제품이 되면서, 불량률이 높아 생산이 이미 어려웠던 지포스 3 Ti 500의 종말이 시작되었고, 나중에는 훨씬 저렴하지만 비슷한 성능을 내는 지포스 4 Ti 4200으로 완전히 대체되었다. 동시에 발표된 지포스 4 MX(NV17)는 이름과 달리 지포스 2(NV11 및 NV15)에 아키텍처 및 기능 세트 면에서 더 가까웠다. 지포스 3 Ti200은 (지연된) 지포스 4 Ti4200과 지포스 4 MX460 사이의 틈새시장을 차지하며, DirectX 7.0 호환 MX460과 동등한 성능을 제공하면서도 완전한 DirectX 8.0 지원을 가지고 있었지만 듀얼 모니터 지원 기능이 부족하여 한동안 계속 생산되었다. 그러나 ATI는 라데온 8500LE(8500의 느린 클록 버전)를 출시하여 Ti200과 MX460 모두를 능가했다. ATI의 움직임에 따라 엔비디아는 Ti4200을 예정보다 일찍 출시했으며, MX 460과 비슷한 가격으로 책정되었고, 곧 여름 2002년에는 지포스 4 MX 및 Ti 라인과의 이름 혼동으로 인해 Ti200의 생산을 중단했다. 지포스 3 Ti200은 Ti200이 단종될 무렵에 출시된 라데온 9000(RV250)보다 여전히 뛰어난 성능을 보인다. 8500LE가 단순히 클록 속도가 느린 8500이었던 것과는 달리, 9000은 생산 비용과 전력 사용량을 줄이기 위한 대대적인 재설계였기 때문이다. 라데온 9000의 성능은 지포스 4 MX440과 동등했다.

## 사양
- 모든 모델은 TSMC 150 nm 제조 공정으로 제작됨
- 모든 모델은 Direct3D 8.0 및 OpenGL 1.3 지원
- 모든 모델은 3D 텍스처, 라이트스피드 메모리 아키텍처(LMA), nFiniteFX 엔진, 섀도우 버퍼를 지원

| 모델           | 출시일          | 암호명 | 트랜지스터 (백만 개) | 다이 크기 (mm2) | 버스 인터페이스 | 코어 클록 (MHz) | 메모리 클록 (MHz) | 코어 구성 | 필레이트      | 필레이트  | 필레이트  | 필레이트    | 메모리    | 메모리        | 메모리    | 메모리         | 성능 (GFLOPS FP32) | TDP (와트) |
| 모델           | 출시일          | 암호명 | 트랜지스터 (백만 개) | 다이 크기 (mm2) | 버스 인터페이스 | 코어 클록 (MHz) | 메모리 클록 (MHz) | 코어 구성 | MOperations/s | MPixels/s | MTexels/s | MVertices/s | 크기 (MB) | 대역폭 (GB/s) | 버스 유형 | 버스 폭 (비트) | 성능 (GFLOPS FP32) | TDP (와트) |
| -------------- | --------------- | ------ | -------------------- | --------------- | --------------- | --------------- | ----------------- | --------- | ------------- | --------- | --------- | ----------- | --------- | ------------- | --------- | -------------- | ------------------ | ---------- |
| GeForce3 Ti200 | 2001년 10월 1일 | NV20   | 57                   | 128             | AGP 4x, PCI     | 175             | 200               | 4:1:8:4   | 700           | 700       | 1400      | 43.75       | 64 128    | 6.4           | DDR       | 128            | 8.750              | ?          |
| GeForce3       | 2001년 2월 27일 | NV20   | 57                   | 128             | AGP 4x, PCI     | 200             | 230               | 4:1:8:4   | 800           | 800       | 1600      | 50          | 64        | 7.36          | DDR       | 128            | 10.00              | ?          |
| GeForce3 Ti500 | 2001년 10월 1일 | NV20   | 57                   | 128             | AGP 4x, PCI     | 240             | 250               | 4:1:8:4   | 960           | 960       | 1920      | 60          | 64 128    | 8.0           | DDR       | 128            | 12.00              | 29         |

1. ↑  픽셀 셰이더s: 정점 셰이더s: 텍스처 매핑 유닛s: 렌더 출력 장치s

## 지원 중단
엔비디아는 지포스 3 시리즈에 대한 드라이버 지원을 중단했다.

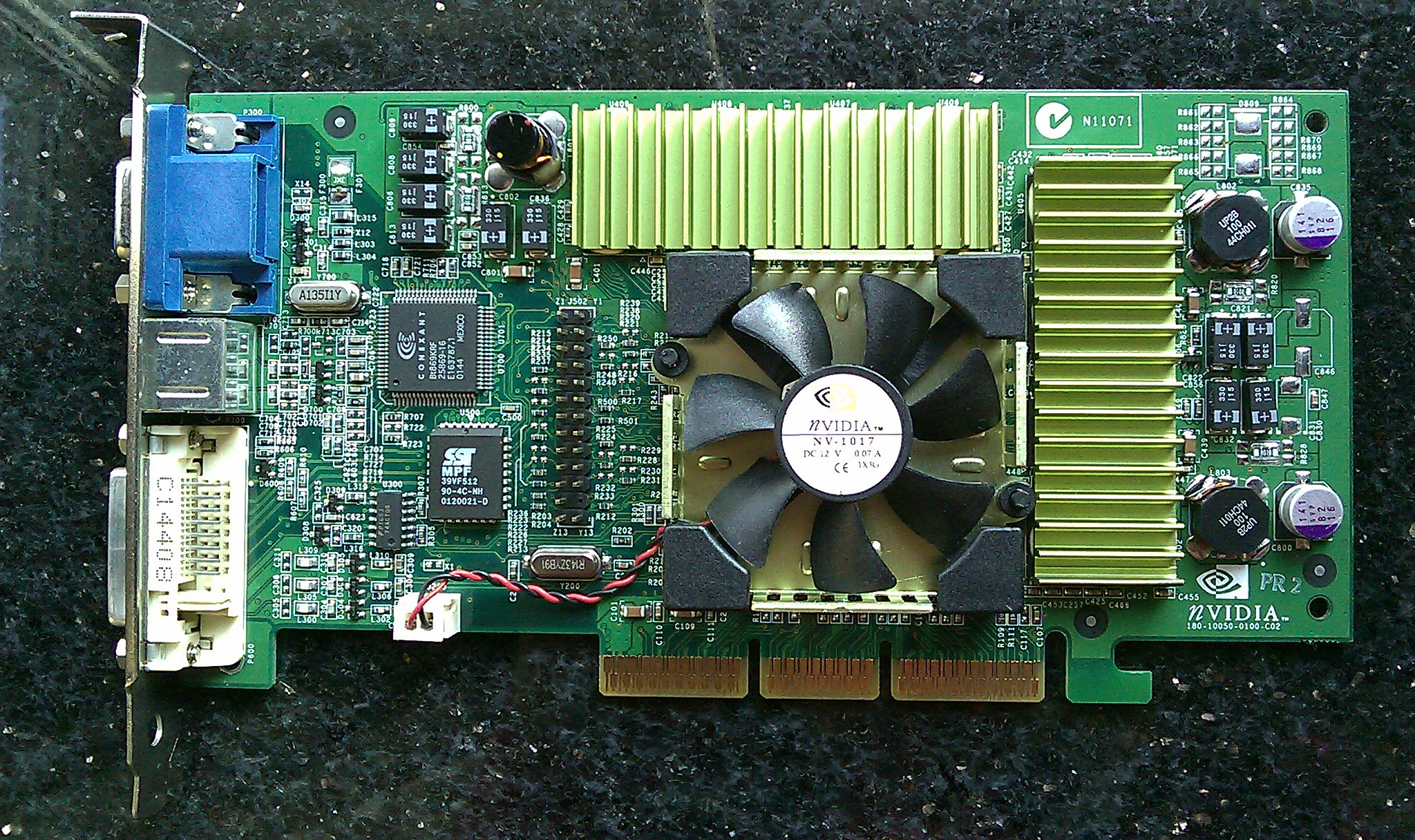
엔비디아 지포스3 Ti 500

### 최종 드라이버
- Windows 9x & Windows Me: 2005년 12월 21일 출시된 81.98; 다운로드;

제품 지원 목록 Windows 95/98/Me – 81.98.
- Windows 9x/Me용 드라이버 버전 81.98은 엔비디아에서 이 시스템용으로 출시한 마지막 드라이버 버전이며, 이후 이 시스템용 공식 출시판은 없었다.

- Windows 2000, 32비트 Windows XP & Media Center Edition: 2006년 11월 2일 출시된 93.71; 다운로드.
  - 또한 사용 가능: 2006년 11월 28일 출시된 93.81 (베타); 다운로드.
- Linux 32비트: 2012년 9월 14일 출시된 96.43.23; 다운로드.

Windows 2000/XP용 드라이버는 Windows Vista 및 7과 같은 이후 버전의 Windows에도 설치할 수 있지만, 이러한 운영 체제의 데스크톱 컴포지팅 또는 에어로 효과를 지원하지 않는다.
참고: 문서에서 94.24(2006년 5월 17일 출시)가 지포스 3 시리즈를 지원한다고 주장하지만, 실제로는 그렇지 않다 (94.24는 실제로 지포스 6 및 지포스 7 시리즈만 지원한다).
(이 페이지에 제품 지원 목록도 있음)
Windows 95/98/Me 드라이버 아카이브

Windows XP/2000 드라이버 아카이브

Unix 드라이버 아카이브

## 같이 보기
- 그래픽 카드
- 그래픽 처리 장치